# Ancià
|  | Per a altres significats, vegeu «Vellesa». |

El terme ancià (o l'ús equivalent en una altra llengua) ha estat usat a moltes nacions o organitzacions per indicar una posició o una autoritat. Aquest ús deriva generalment de la convicció que els més membres més grans d'un grup són els més savis i, per tant, els més qualificats per governar, donar consells o altres formes de lideratge.

## Usos diversos
- Alderman - Un Alderman en els sistemes jurídics moderns anglosaxons és sinònim del que en altres sistemes podria ser conegut com un regidor de la ciutat. Es deriva del terme ealdorman, del qual prové el terme Jarl (comte), que significa "home vell".[2]
- Gerousia - Gerúsia era l'equivalent espartà d'un senat. El terme significa Consell dels Ancians.
- Hor Chan - prové del maia i significa "Cap de Chan." Chan era un terme que els maies utilitzaven per referir-se a si mateixos.
- Els aborígens australians usaven el terme per denotar un home d'autoritat molt respectat que ha passat a través de molts ritus i cerimònies i posseeix un profund coneixement de la tradició. Aquest seria consultat sobre qualsevol aspecte important de la vida aborigen. En alguna societat aborigen, el terme s'aplica també a les dones que gaudeixen d'una posició o estatus similar a llur societat
- Senador - Al Senat romà, els senadors eren homes. Senador deriva de l'arrel llatina sen- "vell" (senex "home vell"), i els senadors eren anomenats efectivament patres — 'pares'.
- Seniūnas - Regidor (governant) d'una comunitat d'ancians lituana, (seniūnija en lituà), la divisió administrativa més petita de Lituània.
- Xeic - Xeic significa "home vell" en àrab. Existeixen també específiques connotacions culturals i religioses.
- Starosta o Starost - Starosta, derivat de la paraula stari - "vell", és un títol per a una posició oficial o no oficial de lideratge usat en diversos contextos al llarg de la història eslava (vegeu també Starets).
- Vanem - Antic governant d'una parròquia o comtat a Estònia. Del 1920 al 1937, el cap d'estat i primer ministre estonià era anomenat Riigivanem, és a dir "Ancià de l'Estat"
- Witan - En la tradició anglosaxona i en altres tradicions germàniques era un home savi per bé que generalment era un noble. El terme s'utilitza sovint per descriure els que assistien el Witenagemot.